# Bernardo Corradi
Bernardo Corradi (Siena, 1976. március 30. –) olasz válogatott labdarúgó. Posztját tekintve csatár.

## Pályafutása

### Klubcsapatokban

#### Korai évek
Pályafutását szülővárosa utánpótláscsapatában az Siena-ban kezdte. Ezután a Poggibonsi és a Ponsacco csapataiban játszott a Serie C2-ben. 1997-ben a Cagliari játékosa lett, de mindössze két meccs után kölcsönbe a Montevarchi együtteséhez került. Az 1998–1999-es idényt a Fidelis Andria-ban töltötte szintén kölcsönben. 1999-ben tért vissza a Cagliarihoz és ekkor játszotta első Serie A-s mérkőzését.
2000-ben a Chievo szerződtette, ahol két szezont töltött. Első Serie A-beli gólját is a veronai csapat színeiben szerezte. 2002-ben az Internazionale megszerezte a játékjogát, de mindössze egy mérkőzésen lépett pályára az Interben.

#### Lazio, Valencia
2002-ben a Lazio igazolta le és igazán ekkor lett ismert játékos. Az itt eltöltött két éve alatt alapembernek számított a csatársorban. Összesen 20 gólt szerzett és a 2004-es olasz kupa döntőjében a Juventus elleni idegenbeli mérkőzésen szintén betalált.
2004 nyarán nem csak klubot, de országot is váltott, a spanyol Valencia lett az új csapata. A 2005–2006-os bajnoki szezonban azonban ismét kölcsönbe került, ezúttal a Parmahoz. Itt jól ment neki a játék és 36 mérkőzésen 10 alkalommal volt eredményes.

#### Manchester City
2006-ban az angol Manchester Citynek adta el a Valencia. Első bajnoki mérkőzését a City színeiben a 2006–2007-es bajnokság nyitófordulójában játszotta a Chelsea ellen. Bemutatkozása nem volt túl sikeres, mert miután begyűjtötte második sárga lapját a játékvezető kiállította. Első gólját 2006. november 18-án a Fulham ellen szerezte, ekkor kétszer is betalált. Decemberben a Manchester United elleni derbin ismét kiállították. Ezek után már nem nagyon kapott lehetőséget Stuart Pearce-től, aki jobbára a belga Émile Mpenza-nak szavazott bizalmat. Amikor pedig Sven-Göran Eriksson lett a City új vezetőedzője Corradi ismét megkapta a lehetőséget a bizonyításra. A 2007–2008-as idényt megelőző felkészülési mérkőzéseken négy gólt is szerzett, ennek ellenére ismét a Parma kölcsönjátékosa lett.

#### Reggina, Udinese, Montreal
2008. július 30-án a Manchester City átadó listára helyezte, bár a szerződéséből még egy év hátra volt. A Reggina igazolta le egy évre és miután letelt távozott.
2009 júliusában az Udinese ingyen szerezte meg, ahol jobbára csereként lépett pályára.
2012 februárjában az MLS-ben szereplő Montreal Impact-hez szerződött. Első MLS-ben szerzett gólját április 14-én az FC Dallas ellen lőtte tizenegyesből.
2012. december 7-én távozott a klubtól.

### Válogatottban
Az olasz válogatottban 2003-ban mutatkozhatott be. Részt vett a 2004-es Európa-bajnokságon. Az Eb után Marcello Lippi lett az új kapitány, aki még behívta néhány mérkőzésre, de miután Spanyolországba szerződött Luca Toni és Alberto Gilardino mögött már nem nagyon kapott lehetőséget. 2003 és 2004 között összesen 13 mérkőzésen lépett pályára a nemzeti csapatban és 2 gólt szerzett.

## Sikerei, díjai
SS Lazio
- Olasz kupa (1): 2003/04

Valencia CF
- UEFA-szuperkupa (1): 2004